# Rumex turcomanicus
Rumex turcomanicus är en slideväxtart som först beskrevs av Rech. fil., och fick sitt nu gällande namn av Czer.. Rumex turcomanicus ingår i släktet skräppor, och familjen slideväxter. Inga underarter finns listade i Catalogue of Life.